# Delhi Durbar

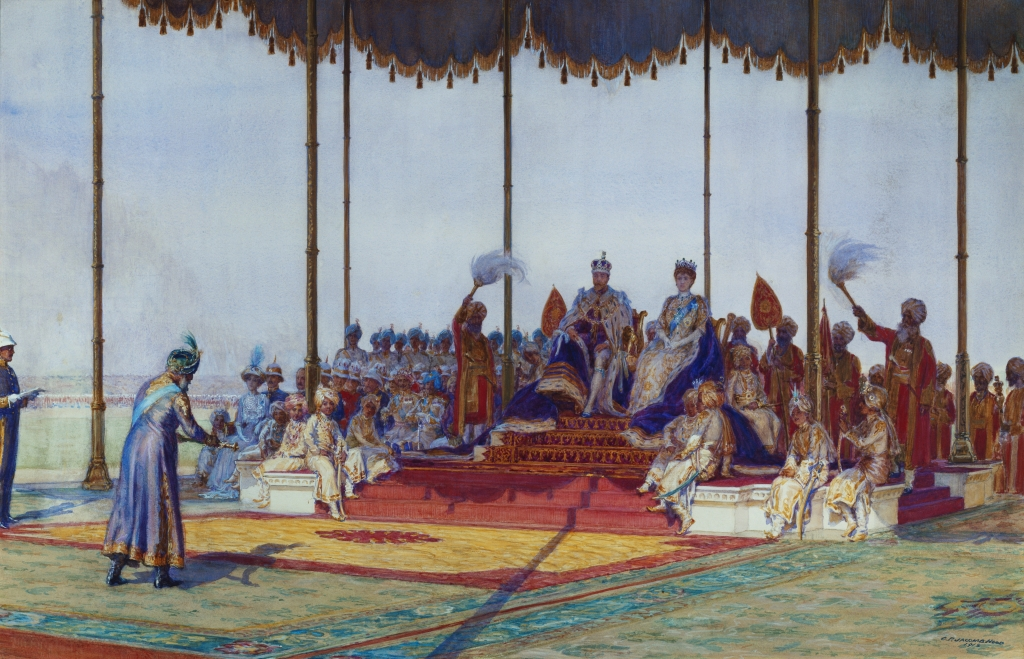
George V của Anh và Mary xứ Teck tại buổi chầu Delhi năm 1911.

Delhi Durbar hoặc Imperial Durbar, có nghĩa "Buổi chầu ở Delhi", là một buổi chầu theo cách thức hoàng quyền cực kỳ trọng thể từng được tổ chức tại Công viên đăng quang (Coronation Park) ở Delhi, Ấn Độ. Mục đích của buổi chầu là mừng lễ đăng quang của quân chủ của Liên hiệp Anh, người đồng thời cũng nắm tước hiệu Hoàng đế Ấn Độ từ năm 1876, đến khi chính thức bị giải trừ do sự độc lập của Ấn Độ vào năm 1948.
Buổi chầu được tổ chức 3 lần, 1877, 1903 và 1911 trong thời kỳ đỉnh cao nhất của Đế chế Anh. Năm 1911 đặc biệt nhất là vì có sự tham gia trực tiếp của Quốc vương George V cùng Vương hậu Mary, được biết đến là Hoàng đế và Hoàng hậu tại Ấn Độ. Với danh xưng Hoàng vị, cả hai được sử dụng danh hiệu Imperial Majesty, cao cấp hơn cả Majesty thường sử dụng.

## Các buổi lễ
Buổi chầu năm 1877, còn được gọi là Buổi chầu tuyên chỉ (Proclamation Durbar), được tổ chức bởi Thomas Henry Thornton vào ngày 1 tháng 1, công bố Victoria, Nữ vương của Liên hiệp Anh trở thành Nữ hoàng Ấn Độ (Empress of India). Quản lý chung sự kiện này là Bá tước xứ Lytton, người khi ấy đang là Phó vương Ấn Độ, cùng các Vương tử tụ trị các xứ Ấn Độ là Maharaja, Nawab và học giả bản địa. Sự kiện đánh dấu giai đoạn kiểm soát Ấn Độ thuộc Anh từ Công ty Đông Ấn Anh sang chế độ quản lý trực tiếp từ triều đình Anh. Buổi chầu này về sau thường bị chỉ trích do có vẻ nó là xu hướng đánh lạc hướng sự kiện Đại nạn đói 1876–1878 diễn ra ở toàn bộ Ấn Độ.
Buổi chầu năm 1903, tổ chức mừng lễ lên ngôi của Edward VII của Anh cùng Alexandra của Đan Mạch. Hai người là Hoàng đế và Hoàng hậu của Ấn Độ đầu tiên. Một buổi lễ mừng 2 tuần liên tiếp diễn ra ở Delhi, dưới sự biên đạo của Hầu tước Curzon, khi ấy là Phó vương Ấn Độ. Đây là buổi chầu Delhi lừng lẫy và xa hoa nhất với mọi sự tráng lệ, không có buổi chầu nào có thể sánh được. Trái với sự kỳ vọng của Hầu tước Curzon, vợ chồng nhà Vua không đến dự mà chỉ gửi Prince Arthur, Công tước xứ Connaught thay mặt anh trai mình cùng đoàn thể phái đoàn Anh với nhiều người quyền cao chức trọng. Khi diễn ra, vợ chồng Hầu tước Curzon ngồi trên bành voi, đi theo là các Maharaja, với đầy các món trang trí bằng vàng và vải vóc đắt tiền.
Buổi chầu năm 1911 diễn ra từ ngày 7 tháng 12 đến ngày 16 tháng 12, khi Vua George V và Vương hậu Mary chấp nhận đến Delhi tham dự. Các Maharaja, lãnh chúa và nhiều nhà chức sắc Ấn Độ đã đến diện kiến Hoàng đế và Hoàng hậu. Sự kiện này đáng chú ý vì có sự góp mặt của cả Đế-Hậu, do đó một thước phim tài liệu mang nhan đề With Our King and Queen Through India sản xuất năm 1912 đã nói về sự kiện đáng chú ý này. Việc có sự tham dự của Đế-Hậu tại Ấn Độ khi ấy phần nào giúp các Thân vương bản xứ cảm thấy được tôn trọng, làm mạnh lên lòng kính phục của họ với Đế chế Anh. Đôi ngai vị mà George và Mary cùng ngồi hiện vẫn còn được trưng bày tại Rashtrapati Bhavan.

## Kết thúc tổ chức
Sau khi Edward VIII thoái vị năm 1936 mà chưa kịp làm lễ đăng quang, em trai ông là Vua George VI lên ngôi. Sau đó, triều đình Anh thông cáo kế hoạch tổ chức một buổi chầu ở Delhi dành cho Tân vương và Tân Hoàng đế, song Đảng Quốc Đại Ấn Độ quả quyết từ chối và tẩy chay ý tưởng này.
Sau cùng, Nghị sĩ của Đảng Cộng sản Đại Anh là Willie Gallacher đưa ra ý kiến không nên tổ chức một sự kiện quá xa hoa tại một đất nước nghèo nàn. Năm 1937, bài diễn văn của Tân đế có đoạn: ["Ta trông chờ và mong muốn mình có đủ khả năng để đến thăm Đế chế rộng lớn của mình tại Ấn Độ"]. Nhưng sau đó, chuỗi sự kiện Thế chiến thứ hai cùng phong trào độc lập Ấn Độ đã khiến điều này không bao giờ xảy ra. Năm 1948, Ấn Độ độc lập và quân chủ Anh kể từ đó mất đi tước hiệu Hoàng đế tại Ấn Độ.

## Hình ảnh
- Delhi Durbar năm 1877

"Delhi
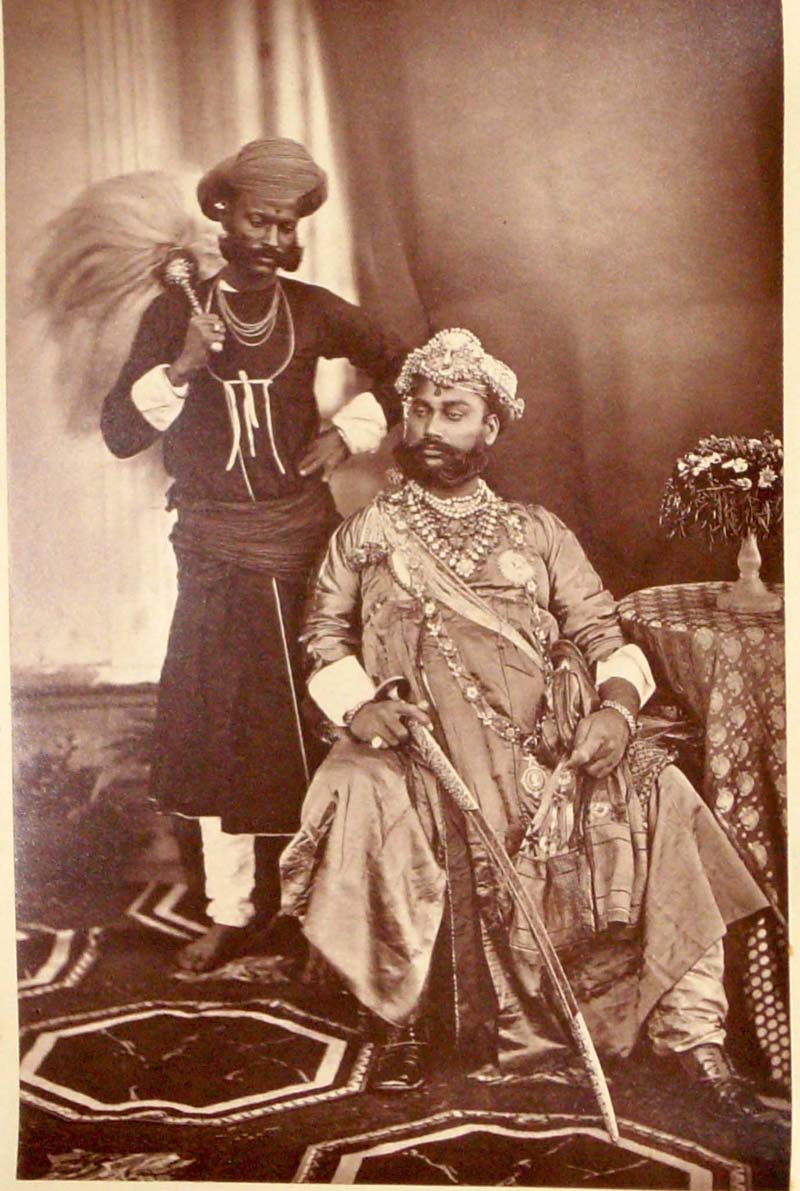
Thân vương xứ Indore tham dự Delhi Durbar 1877
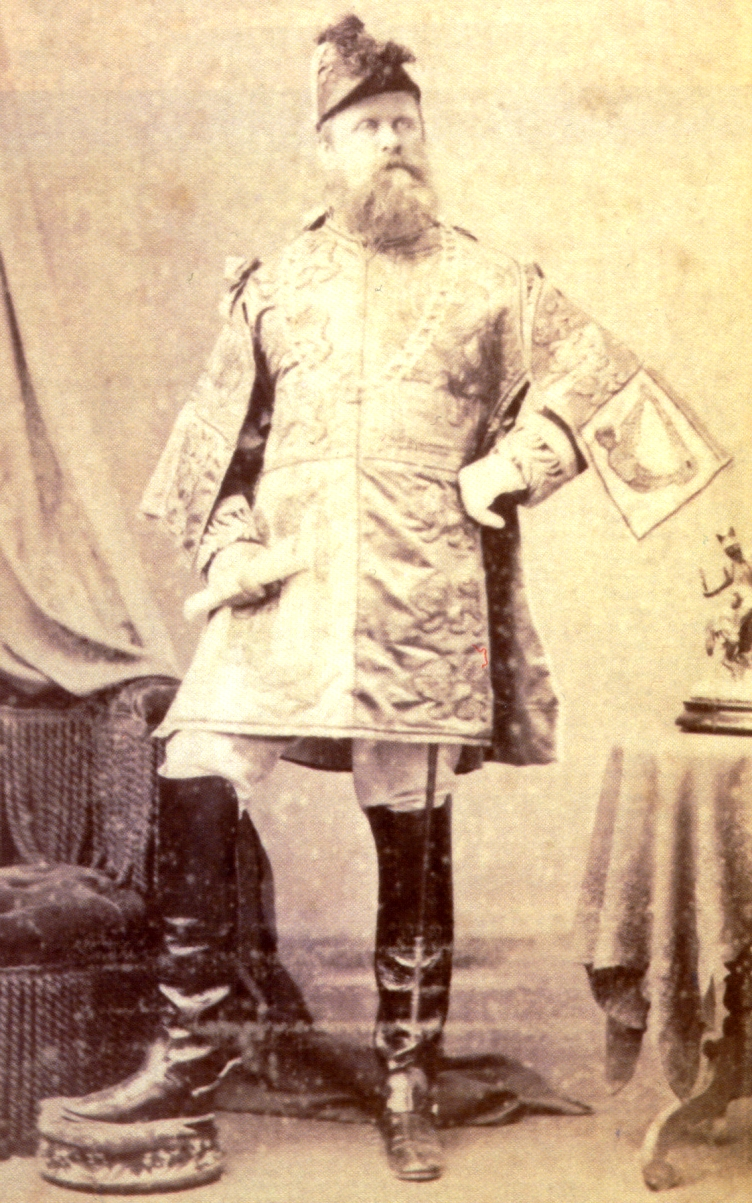
Osmond Barnes, sứ giả tại Delhi
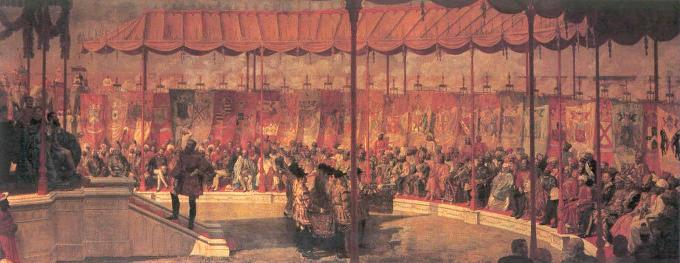
Đại sảnh diễn ra buổi lễ
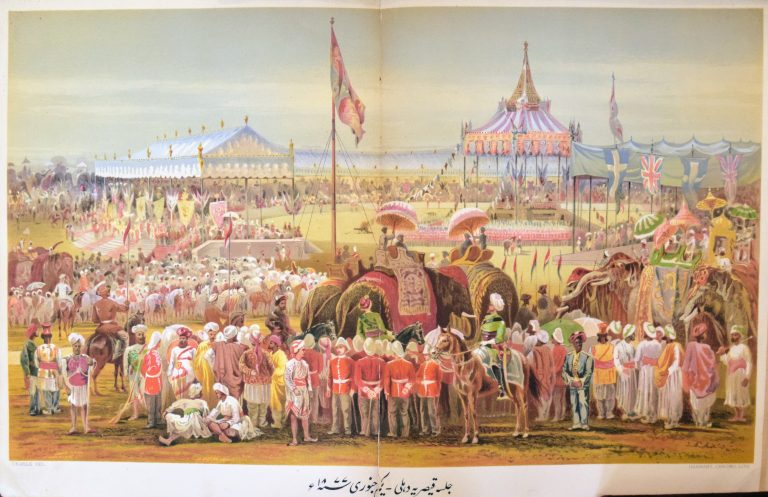
Buổi trình diễn khai mạc Hội nghị hoàng gia

- Delhi Durbar năm 1903

"Delhi
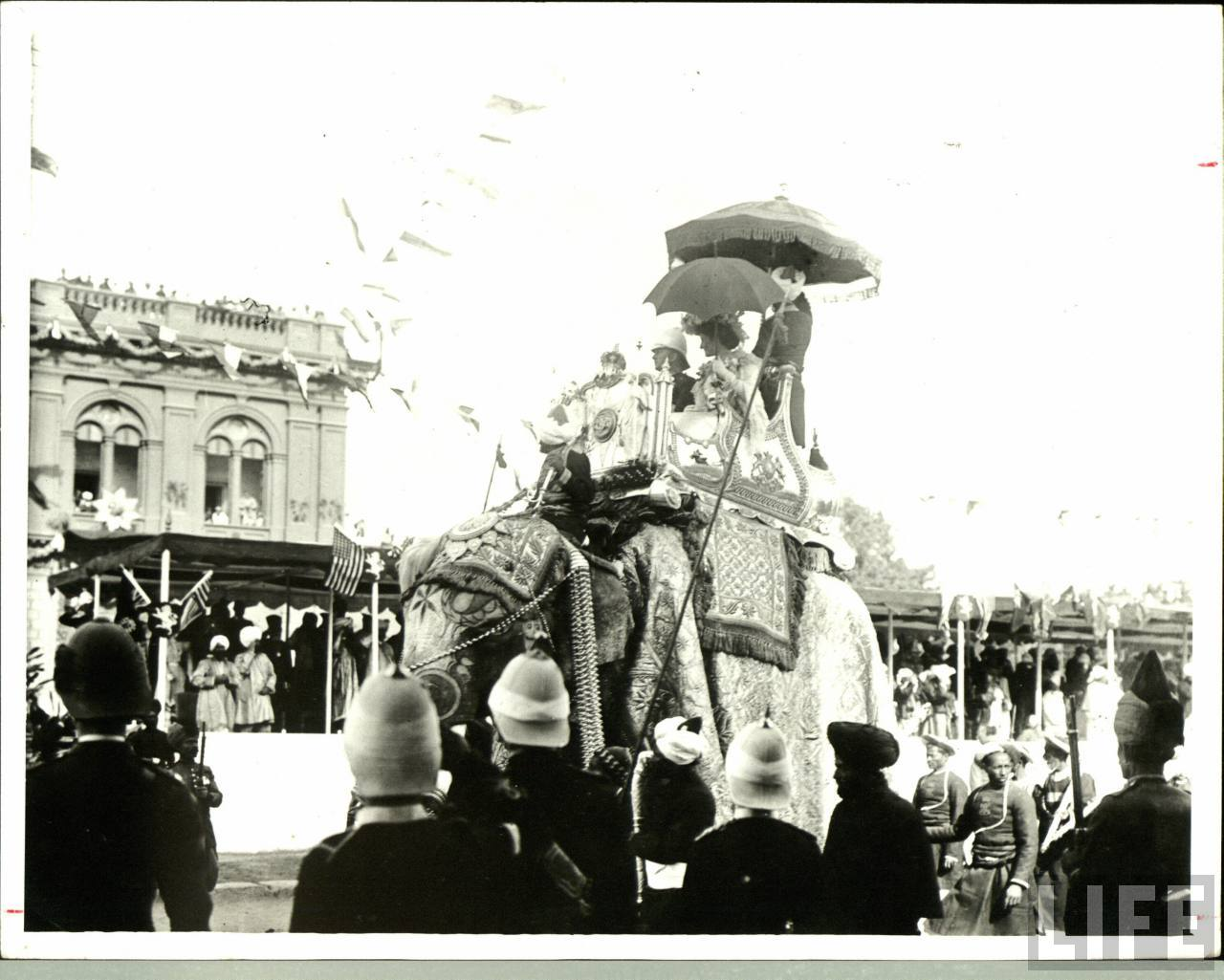
Buổi chầu Delhi năm 1903, Hầu tước Curzon và vợ ngồi trên lưng voi
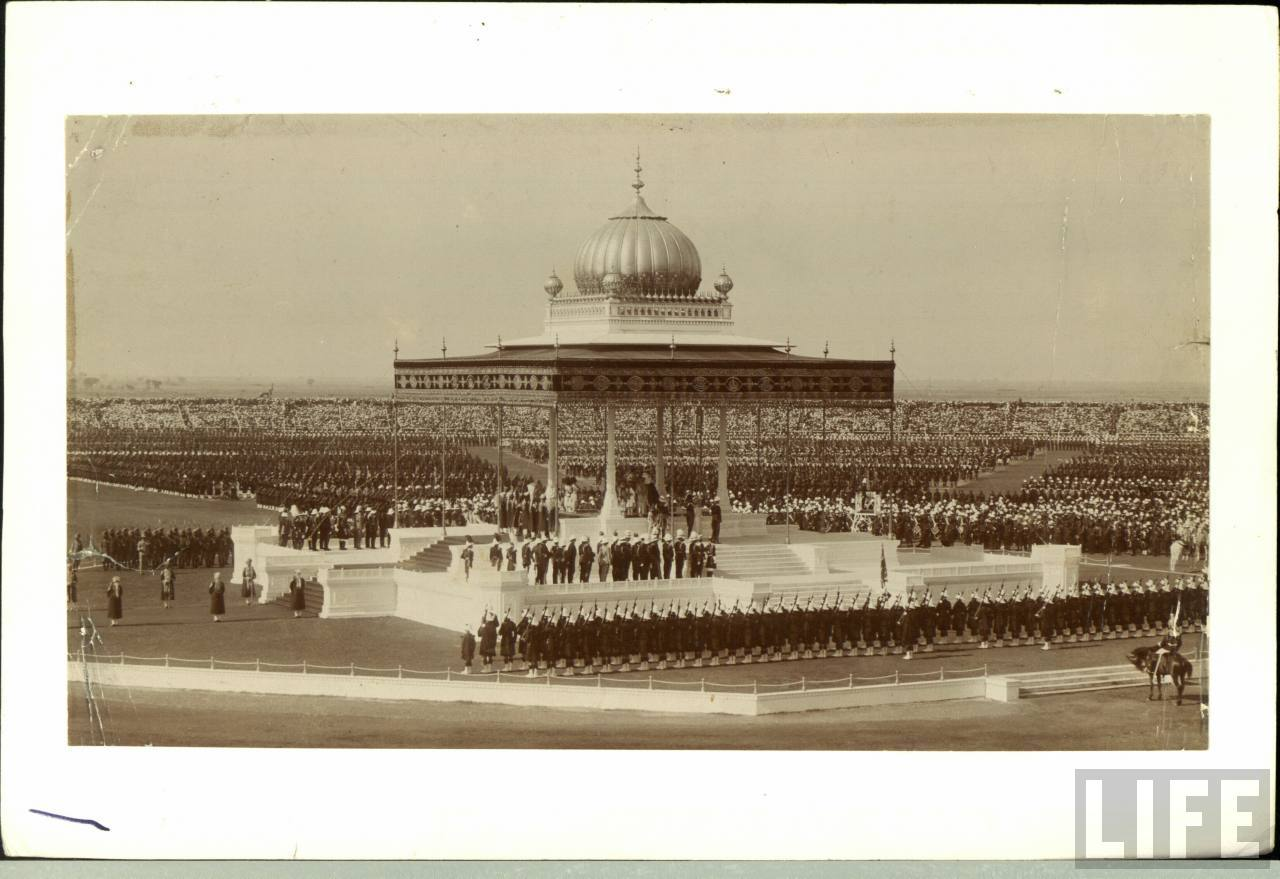
Nơi chính thức diễn ra đại lễ
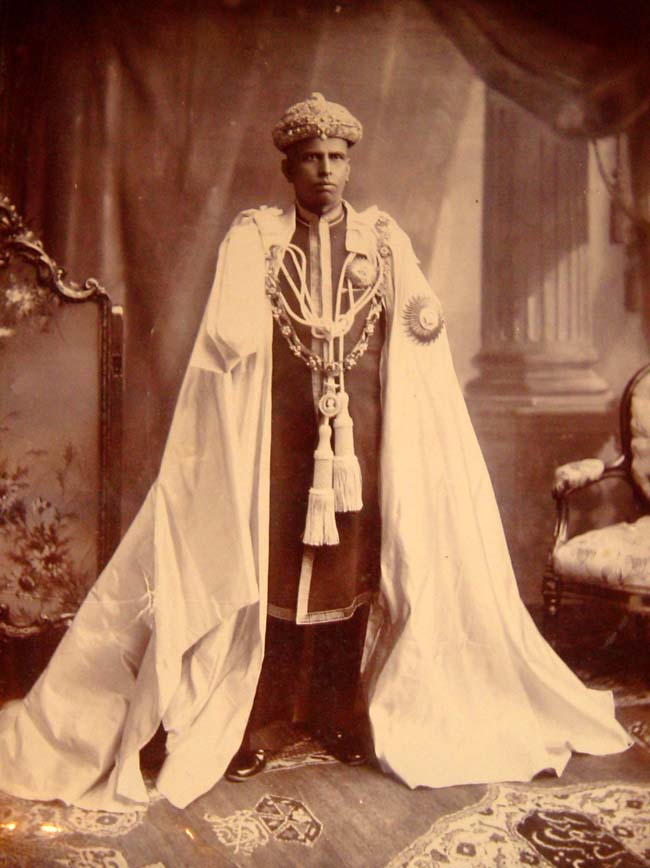
Rama Varma XV, Thân vương xứ Cochin
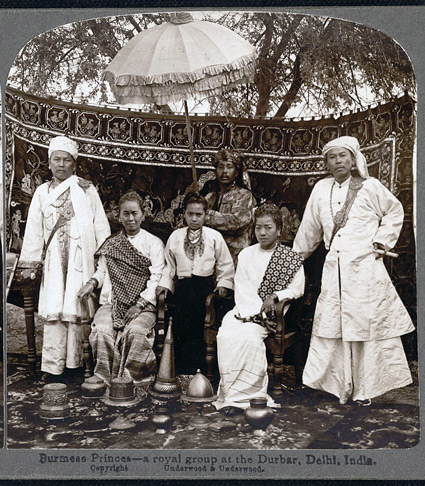
Gia đình vương thân Miến Điện tham dự Delhi Durbar 1903

- Delhi Durbar năm 1911

"Delhi
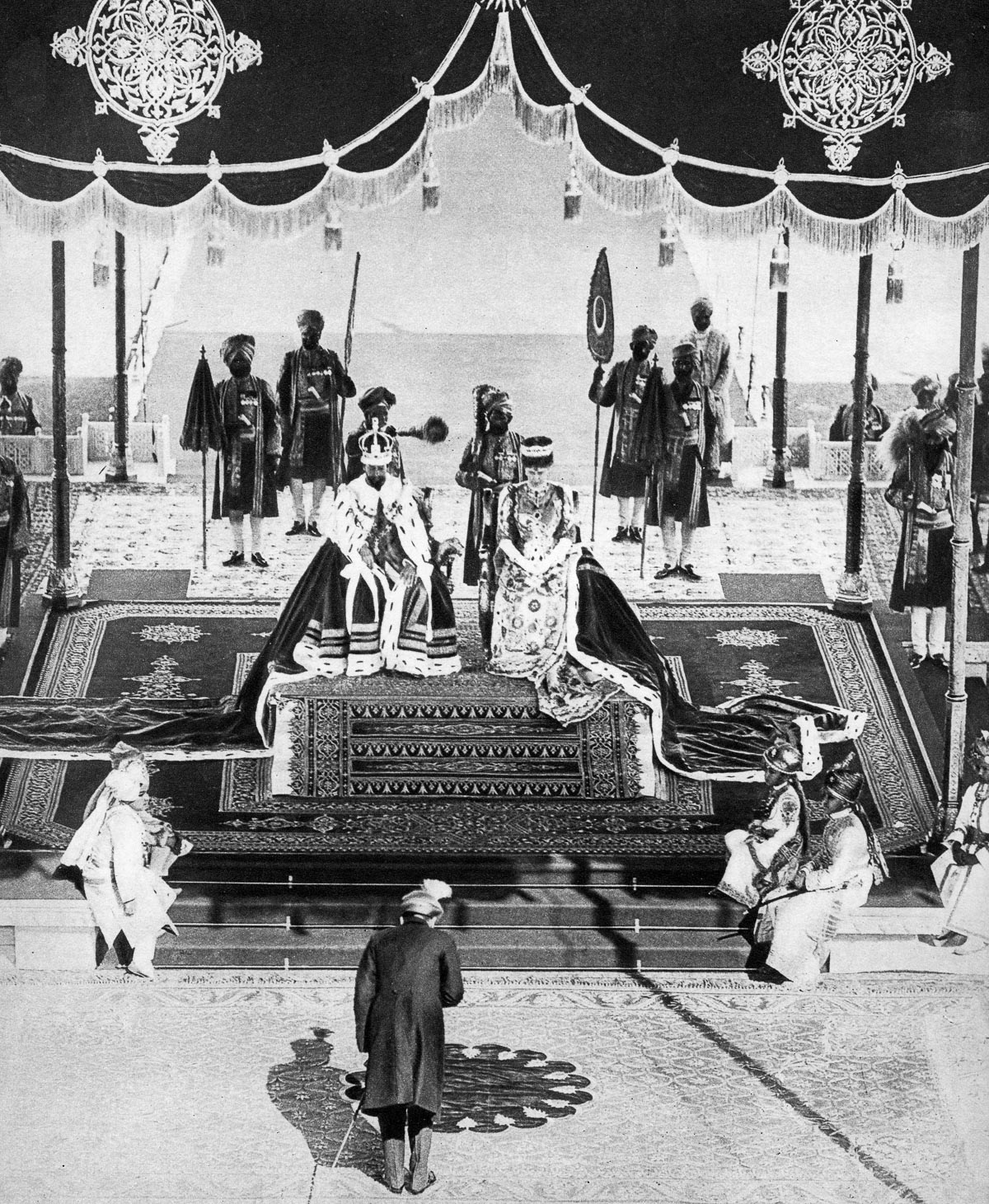
Ngài Nizam của vùng Hyderabad bái kiến Hoàng đế và Hoàng hậu
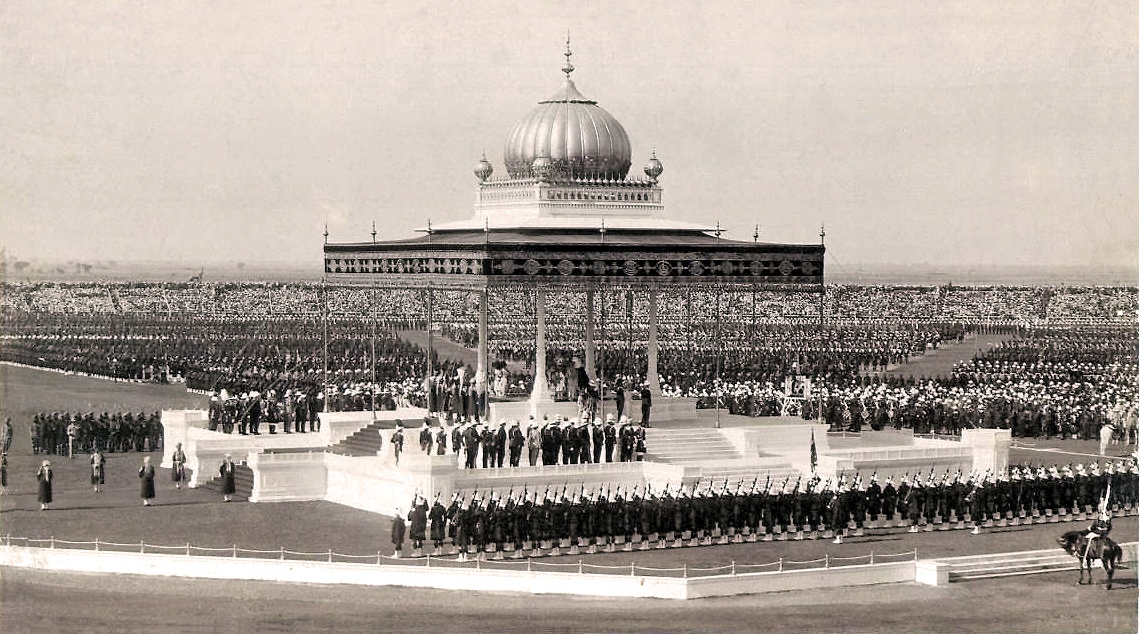
Bục đại lễ của Delhi Durbar 1911
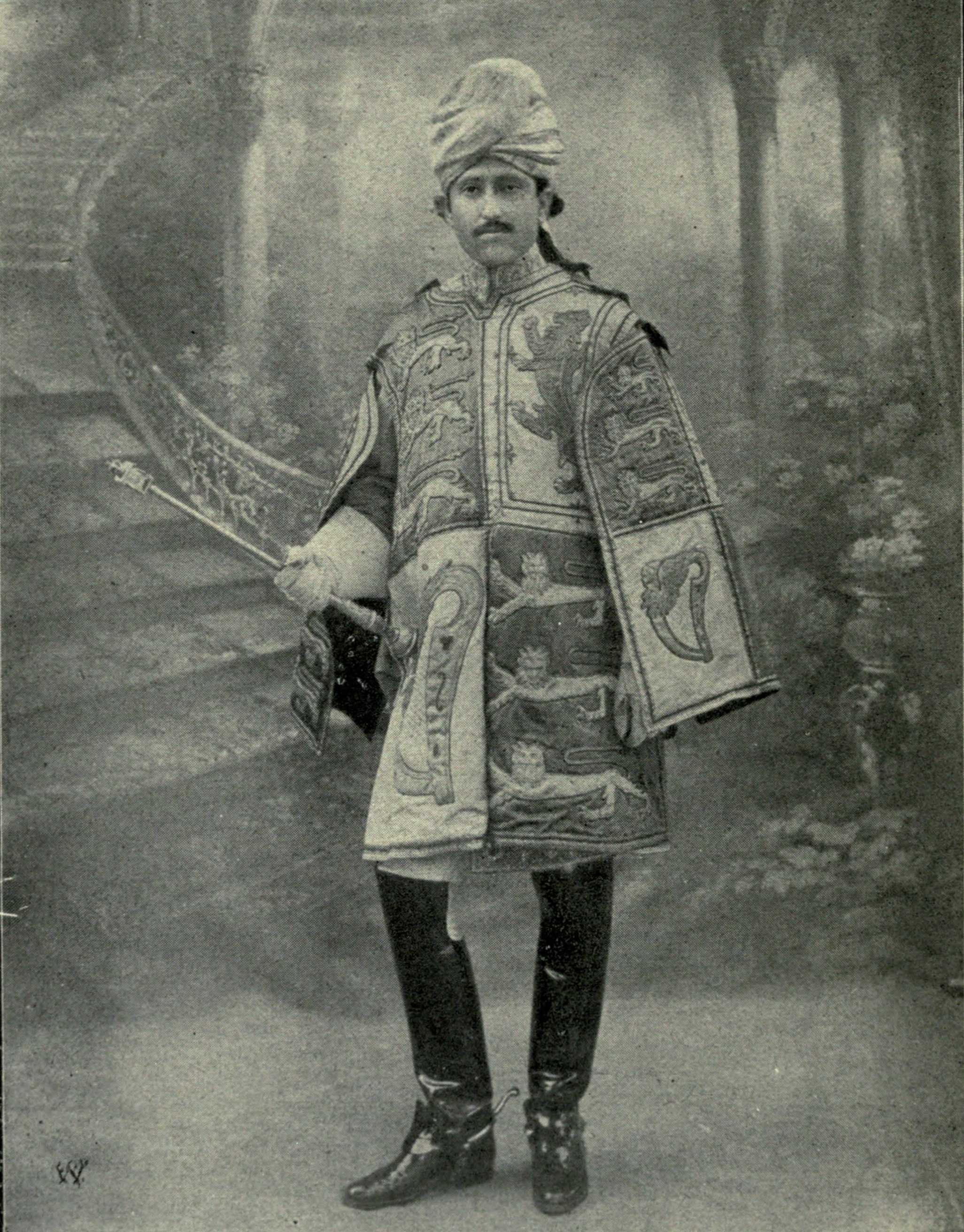
Malik Umar Hayat Khan, lãnh chúa vùng Punjab
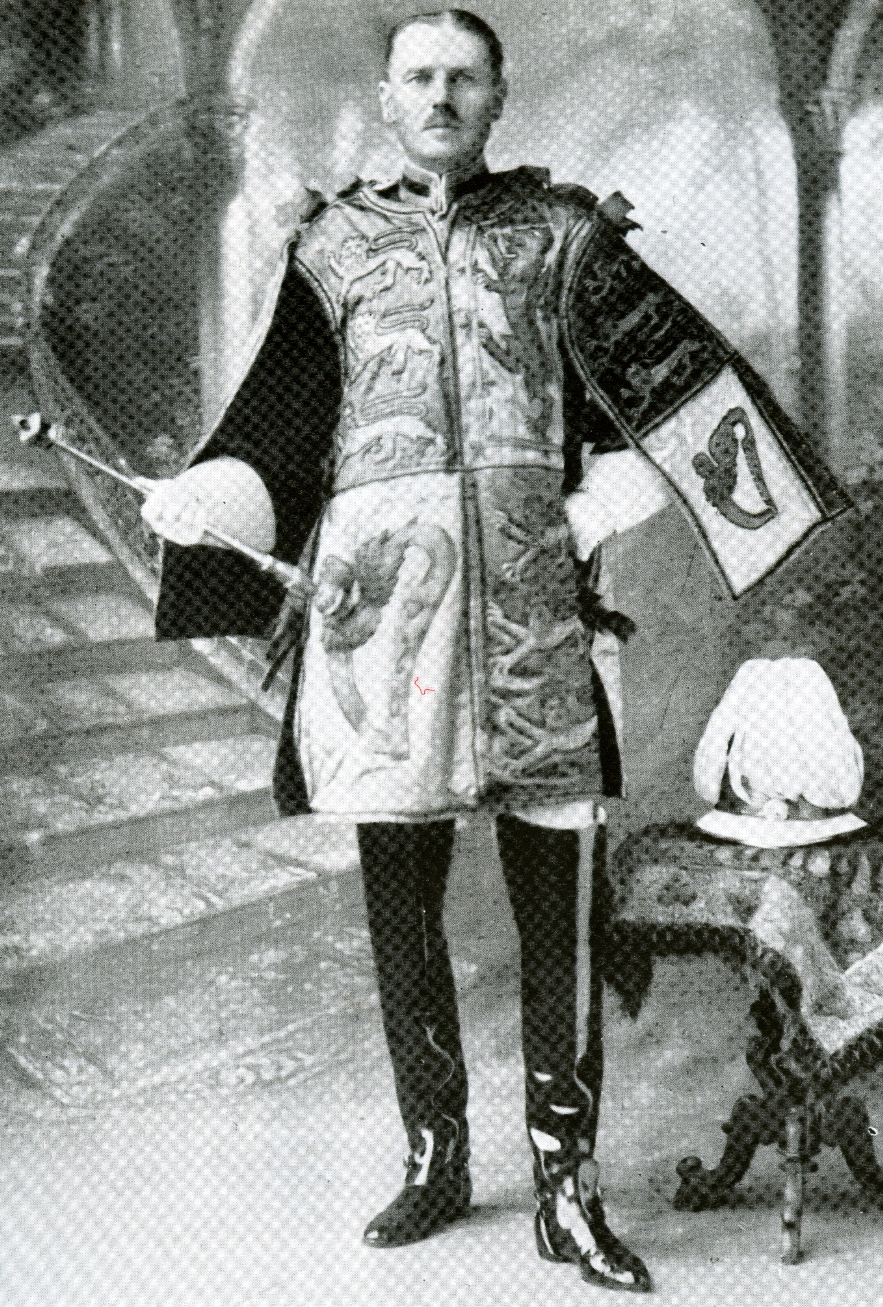
William Eliot Peyton, quản chế vương hiệu tại Delhi